# Aplidium conicum
Aplidium conicum är en sjöpungsart som först beskrevs av Giuseppe Olivi 1792.  Aplidium conicum ingår i släktet Aplidium och familjen klumpsjöpungar. Inga underarter finns listade i Catalogue of Life.

## Bildgalleri

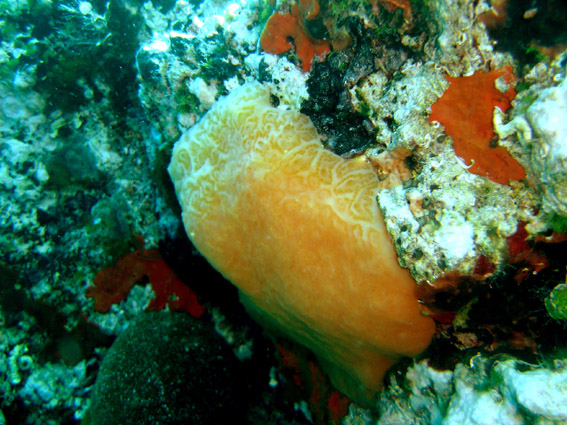